# S&M Airlines
 (juin 2023).
Si vous disposez d'ouvrages ou d'articles de référence ou si vous connaissez des sites web de qualité traitant du thème abordé ici, merci de compléter l'article en donnant les références utiles à sa vérifiabilité et en les liant à la section « Notes et références ».
Albums de NOFX
Liberal Animation
(1991) Ribbed
(1991)
S&M Airlines est le deuxième album studio du groupe de punk rock californien NOFX. Produit par Brett Gurewitz, le guitariste de Bad Religion, cet album est le premier du groupe à être sorti sur le label Epitaph et également le premier du groupe avec leur nouveau guitariste soliste, Steve Kidwiller (leur ancien guitariste, Dave Casillas fut viré du groupe à cause de son alcoolisme). 
L'album fut enregistré et mixé en seulement six jours au studio d'enregistrement Westbeach Recorders à Hollywood. Un clip vidéo a été réalisé pour le morceau éponyme. Greg Graffin et Brett Gurewitz justement, tous deux de Bad Religion, apparaissent dans la dernière chanson Go Your Own Way qui est d'ailleurs une reprise du groupe de pop rock Fleetwood Mac. Ils ont également fait des harmonies vocales sur quelques autres chansons.

## Contexte
Après avoir découvert l'album Suffer de Bad Religion qui fut une véritable révélation pour lui et le groupe, Fat Mike, compositeur de NOFX, prit la décision "d'arrêter de jouer de la musique de merde" et de se diriger vers des compositions plus mélodiques. On peut en effet constater en écoutant cet album une certaine évolution musicale ainsi qu'un son qui se rapproche bien plus de l'identité actuelle de NOFX. Steve Kidwiller participe également à cette évolution : étant un guitariste de metal à l'origine, il amène justement une sonorité heavy metal au groupe, bien que les morceaux de S&M Airlines aient été composés avant son arrivée. Son côté "métalleux" déplaît d'ailleurs pas mal au reste de la bande qui déteste ce style de musique. "J'ai toujours détesté ses cheveux longs" annonce Fat Mike (les autres membres portaient alors des dreadlocks). C'est parce qu'il cherchait un nouveau groupe et qu'il venait de rencontrer Eric Melvin, pour qui le groupe venait de virer le guitariste soliste, que Kidwiller fut recruté par NOFX. Il n'y a pas vraiment eu d'audition, il fut accepté presque immédiatement (à ce moment-là, après avoir écouté avec dégoût les deux premiers disques, il hésitait sérieusement à les rejoindre mais trancha car le groupe venait de tourner en Europe). Bien que la plupart des fans prétendent retrouver l'influence de Bad Religion en écoutant cet album, le groupe y voit une plus grande influence de Rich Kids on LSD.
1989 fut une année plutôt sombre pour le groupe. Fat Mike racontera  dans le livre NOFX : Baignoires, hépatites et autres histoires qu'un jour pendant cette période, il était tranquillement dans son appartement quand soudain il découvrit avec horreur le cadavre de son colocataire qui s'était suicidé alors qu'il était dans la cuisine. C'est également en 1989 que Erik Sandin, le batteur, SDF à cette époque là, s'essaye à l'héroïne, tombe dans l'addiction et attrape l'hépatite C. C'est en fait en traînant avec un certain Raymond (criminel évadé de prison pour meurtres, viols, braquages et ventes de drogue) que Erik s'essaye à cette drogue. C'est aussi l'année où le groupe déménage de Los Angeles (plusieurs amis à eux s'y ont fait poignardé) à cause des crimes et agressions très courantes de la scène punk de cette dernière, pour une maison en collocation dans la banlieue de Santa Barbara qu'ils surnomeront "la maison de NOFX". Cette maison n'appartenait à personne en particulier et fut un squat pour bon nombre de punks du coin. 
Le nom "S&M Airlines" vient du fait que Mike soit un grand amateur de masochisme et de donjons SM : les membres ont trouvé amusant de nommer l'album ainsi. On retrouve également sur la pochette une femme géante vêtue de vêtements en latex assise sur un avion et portant un fouet à la main, ce qui illustre parfaitement le propos. 
L'album s'est vendu à environ 3 500 exemplaires lors de sa sortie et n'a jamais été un succès ni très bien accueilli par la critique.

## Pistes
Tous les titres ont été composés par Fat Mike sauf indication contraire. 
1. Day to Daze – 1:54 (Fat Mike et Eric Melvin)
2. Five Feet Under – 2:42
3. Professional Crastination – 2:43 (Fat Mike et Eric Melvin)
4. Mean People Suck – 2:02
5. Vanilla Sex – 2:31
6. S&M Airlines – 4:40
7. Drug Free America – 3:37 (Fat Mike et Eric Melvin)
8. Life O'Riley – 1:55 (Fat Mike et Eric Melvin)
9. You Drink, You Drive, You Spill – 2:18
10. Screamin for Change – 2:52
11. Jaundiced Eye – 3:48
12. Go Your Own Way – 2:18 (Lindsey Buckingham, de Fleetwood Mac)

## Line up
- Fat Mike - Chant, basse
- Eric Melvin - Guitare
- Erik Sandin - Batterie
- Steve Kidwiller - Guitare solo